# Bá tước xứ Lonsdale
Bá tước xứ Lonsdale (tiếng Anh: Earl of Lonsdale) là một tước hiệu quý tộc đã được tạo ra 2 lần trong lịch sử nước Anh, lần đầu tiên thuộc Đẳng cấp quý tộc Đại Anh năm 1784 (tuyệt tự vào năm 1802), và lập lần 2 thuộc Đẳng cấp quý tộc Vương quốc Liên hiệp Anh vào năm 1807, cả hai lần đều được trao cho các thành viên của Gia tộc Lowther.
Gia tộc này là hậu duệ của Richard Lowther (1532–1608), ở Lâu đài Lowther, Westmorland, người từng là Lãnh chúa Warden xứ Marches.